# ریکاردو میون واریلا کوستا
ریکاردو میون واریلا کوستا (به پرتغالی: Ricardo Mion Varella Costa) مهاجم اهل برزیل است که در شهر سائوپائولو و در تاریخ ۱۷ ژوئن ۱۹۸۲ به دنیا آمده‌است.
ریکاردو میون واریلا کوستا در تیم‌های فوتبال کورینتیانس سابقهٔ حضور دارد.